# 土浦市役所

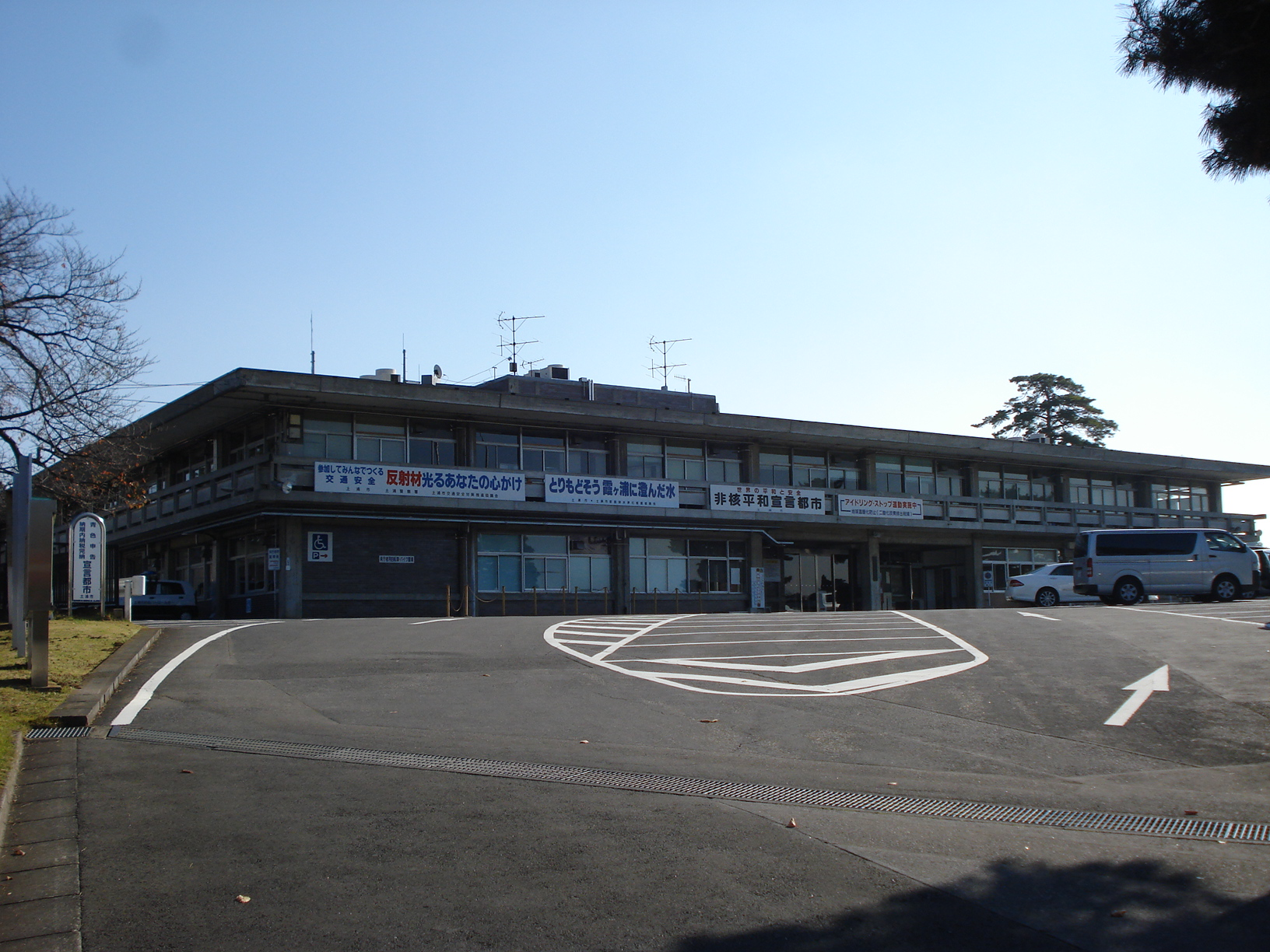
移転前の土浦市役所本庁舎（2009年11月）

土浦市役所（つちうらしやくしょ）は、日本の地方公共団体である茨城県土浦市の執行機関としての事務を行う施設（役所）である。

## 概要
1940年（昭和15年）に土浦市が発足した当初は、1921年（大正10年）に竣工した旧土浦町役場（現在の筑波銀行本店の位置）を市庁舎として使用していた。その後、1963年（昭和38年）に現在の下高津一丁目に建設された旧本庁舎は、市街地の外れの高台に位置するという立地の不便さに加え、行政サービスの増大に伴う狭隘化や、防災拠点としての整備やバリアフリー化・情報化への対応の遅れなど、多くの課題を抱えていた。このため、市は利便性・防災性の向上や、空洞化の進む中心市街地の活性化、コンパクトシティの実現などを目的として、2011年度（平成23年度）より本庁舎の移転事業を開始。最終的に移転先を土浦駅前の複合施設・ウララ（URALA）内のイトーヨーカドー土浦店跡地に決定し、移転に伴う改築工事を経て2015年（平成27年）9月24日に開庁した。

## 本庁舎

### 現本庁舎
現在の本庁舎は、URALAの1階〜4階のかつてイトーヨーカドー土浦店が入居していたフロアを改装して、2015年（平成27年）9月24日より業務を開始した。「土浦市役所」と掲げられた塔屋看板や、建物内部のシースルーエレベーター、吹き抜けなどに商業施設時代の名残が見られる。元の用途である複合商業施設の特徴を活かした空間づくりが評価され、第27回BELCA賞ベストリフォーム部門を受賞した。
土浦駅西口やアルカス土浦（土浦市立図書館）とはペデストリアンデッキで直結している。また、地下1階にはカスミ（スーパーマーケット）とダイソー（100円ショップ）が移転同日にオープンした。

#### 所在地
- 〒300-8686
- 住所：土浦市大和町9番1号

#### 業務時間
- 午前8時30分〜午後5時15分（土曜日・日曜日・祝日・年末年始を除く）

#### 施設概況
土浦市ホームページ「各階案内」より。
| 階 | 概要 |
| -- | --- |
| 4F | 建築指導課、都市計画課、都市整備課、まちづくり推進室、公園・施設管理課、下水道課、道路管理課、道路建設課、住宅営繕課、議場、議会事務局 |
| 3F | 農業委員会、広報広聴課、シティプロモーション室、農林水産課、商工観光課、花火対策室、監査委員事務局、管財課、総務課、防災危機管理課、財政課、行革デジタル推進課、公共施設マネジメント推進室、政策企画課、サイクルシティ推進室、企業誘致室、人事課、秘書課 |
| 2F | 納税課、債権管理室、ふるさと納税推進室、課税課、市民活動課、市民協働室、生活安全課、環境保全課、環境衛生課、選挙管理委員会事務局、会計課、人権推進課、ダイバーシティ推進室、男女共同参画センター                                                         |
| 1F | 社会福祉課、障害福祉課、こども政策課、こども包括支援課、高齢福祉課、国保年金課、市民課、パスポート申請・交付 |

#### 交通アクセス
- 土浦駅西口より徒歩1分（ペデストリアンデッキで直結）

#### 駐車場・駐輪場
いずれも有料の駐車場・駐輪場であるが、市役所利用時間分の駐車料金を無料化している。
- 本庁舎駐車場（旧ウララパーキング）
- 土浦駅西駐車場
- 土浦駅東駐車場
- 土浦駅西口地下自転車駐輪場

### 旧本庁舎
旧本庁舎は、佐藤武夫の設計による地上2階（一部3階）地下2階建ての鉄筋コンクリート造の建物であり、1963年（昭和38年）11月に下高津（富士塚山）に竣工した。1990年（平成2年）の鉄骨造2階建ての建物の増築を含めて、6度にわたる増改築が行われたものの狭隘化の問題は解決せず、老朽化による耐震性の低下などといった課題も抱えていたことから庁舎の移転が決定され、2015年（平成27年）9月24日の新庁舎の開庁に伴い、半世紀以上に渡って使用された庁舎はその役目を終えた。
閉庁後、旧本庁舎は映画やドラマのロケ地として何度か使用されているが、平時はバリケードで封鎖されており、立ち入ることができない。市の資料によれば、旧本庁舎の建物は「耐震診断未着手で転用に課題があり、除去の必要がある」とされたが、2025年（令和7年）現在も建物はそのまま残されており、跡地の利活用についても大きな動きはみられない状況である。
敷地内にはかつてボイラーの排煙装置として造られた巨大な煙突があり旧本庁舎のシンボルとなっていたが、老朽化に伴い解体された。

#### 所在地
- 〒300-0812[注釈 2]
- 住所：土浦市下高津1丁目20番35号

#### 施設概況[7]
| 階 | 概要 |
| -- | --- |
| 2F | 秘書課、政策企画課、行政経営課、財政課、広報広聴課、総務課、人事課、管財課、新庁舎整備課、都市計画課、建築指導課、公園街路課、会計課、議会事務局、選挙管理委員会事務局、第1会議室、議員控室 |
| 1F | 課税課、納税課、市民活動課、生活安全課、市民課、環境保全課、環境衛生課、社会福祉課、障害福祉課、こども福祉課、高齢福祉課、国保年金課、第7会議室、食堂、銀行                                 |

| 階 | 概要                                                 |
| -- | ---------------------------------------------------- |
| 2F | 第2会議室、第3会議室、第4会議室、第5会議室、議員控室 |
| 1F | 道路課、下水道課、住宅営繕課                         |

## 分庁舎

### 大町庁舎
- 〒300-0038
- 住所：土浦市大町11番38号
  - 水道課、土浦土地改良区

### 土浦市教育委員会
- 〒300-0036
- 住所：土浦市大和町9番2号（URALA2ビル7階）
  - かつては高津庁舎内に入居していたが（後述）、2006年（平成18年）2月の土浦市と新治村の合併時に新治庁舎（旧新治村役場）内に移転し、その後本庁舎の移転に伴い2015年（平成27年）に現在地に移転した[5]。
  - 教育総務課、学務課、生涯学習課、文化振興課、スポーツ振興課、指導課

### かつて存在した分庁舎

#### 高津庁舎
- 〒300-0812
- 住所：土浦市下高津2丁目760番2号
  - 霞ヶ浦海軍病院（現・霞ヶ浦医療センター）の倉庫の跡地を整備し、1972年（昭和47年）4月に教育委員会の庁舎として開庁[5]。教育委員会は2006年（平成18年）に新治庁舎に移転したが、産業部と監査事務局が引き続き当庁舎で業務を行っていた。2015年（平成27年）9月24日に、同日に業務を開始したウララの新本庁舎へ統合され閉庁となった[5]。建物は2023年（令和5年）時点で現存するが利用されておらず、敷地は隣接する日本年金機構土浦年金事務所の駐車場として使われている。
  - 産業部（商工観光課、農林水産課、農村整備課）、監査事務局　※廃止時点

#### 新治庁舎
- 〒300-4192
- 住所：土浦市藤沢975番地
  - 1968年（昭和43年）12月に新治村役場として竣工[5]。2006年（平成18年）2月に新治村が土浦市に編入されてからは、市の教育委員会と農業委員会の庁舎として使用された。その後、前述の高津庁舎と同様に2015年（平成27年）9月24日に本庁舎に統合され閉庁となった[5]。閉庁後建物は耐震性に問題があるとして解体され、跡地には市の新学校給食センターが完成し2020年（令和2年）9月1日より供用を開始している[8]。
  - 教育委員会（教育総務課、学務課、生涯学習課、文化課、スポーツ振興課、指導課）、農業委員会　※廃止時点

## 支所・出張所
- 都和支所（〒300-0061、土浦市並木3丁目3番43号）
- 南支所（〒300-0874、土浦市荒川沖西二丁目11番28号）
- 新治支所（〒300-4192、土浦市藤沢990番地1、土浦市保健センター新治分室内）
  - かつては新治庁舎に併設されていたが、2015年（平成27年）2月2日より現在地に移転した。
- 上大津支所（〒300-0025、土浦市手野町1505番地1）
- 神立出張所（〒300-0013、土浦市神立町682番地54、神立地区コミュニティセンター内）

かつて存在した支所・出張所
- 中央出張所（〒300-0033、土浦市川口1丁目10番18号）
  - 本庁舎の移転に伴い2015年（平成27年）9月18日に廃止された。建物は解体済み。